# Roger Gaúcho
Roger Gaúcho (São Leopoldo, 30 maart 1986) is een Braziliaans voetballer.

## Carrière
Roger begon zijn carrière in 2007 bij SC Internacional. Hierna kwam hij uit voor AD São Caetano, Oeste FC, Santos FC, Grêmio Barueri Futebol, AA Ponte Preta, Criciúma EC en Ceará SC.